# James Lawrie
James Lawrie (ur. 18 grudnia 1990 w Dundonald) – północnoirlandzki piłkarz występujący na pozycji napastnika. Zawodnik klubu Telford United.

## Kariera klubowa
Lawrie zawodową karierę rozpoczynał w 2007 roku w angielskim zespole Port Vale z League One. W tych rozgrywkach zadebiutował 4 grudnia 2007 roku w przegranym 0:3 pojedynku z Leeds United. W 2008 roku spadł z zespołem do League Two. W tej lidze pierwszy mecz zaliczył 27 sierpnia 2008 roku przeciwko Gillingham (0:1). 27 stycznia 2009 roku w wygranym 3:0 spotkaniu z Chester City strzelił pierwszego gola w League Two. W lutym 2010 roku został wypożyczony do Kidderminster Harriers z Premier Conference. Grał tam do końca sezonu 2009/2010.
W połowie 2010 roku Lawrie odszedł do Telford United z Conference North.

## Kariera reprezentacyjna
W reprezentacji Irlandii Północnej Lawrie zadebiutował 26 czerwca 2009 roku w przegranym 0:3 towarzyskim meczu z Włochami.